# Impromptus and Other Short Works
Impromptus and Other Short Works ist ein Musikalbum von Gebhard Ullmanns Basement Research. Die am 23. April 2018 in den Low Swing Studios, Berlin, entstandenen Aufnahmen erschienen 2019 auf dem Label WhyPlayJazz.

## Hintergrund
Impromptus and Other Short Works ist das achte Album der Formation Basement Research um den Holzbläser Gebhard Ullmann. Basement Research war zunächst der Name eines Albums von Ullmann mit Ellery Eskelin, Drew Gress und Phil Haynes, das 1995 das Label Soul Note veröffentlichte; in dieser Besetzung folgte 1999 das Album Kreuzberg Park East. Nach einer Europatournee mit Tony Malaby (statt Eskelin) 1999 und einer fünfjährigen Pause ließ Ullmann das Projekt in Quintettbesetzung als New Basement Research 2004 wieder aufleben. 2007 erschien anlässlich des 50. Geburtstages von Ullmann das gleichnamige Album mit dem Posaunisten Steve Swell, dem Saxophonisten Julian Argüelles, dem Bassisten John Hébert und dem Schlagzeuger Gerald Cleaver erneut bei Soul Note.
Basement Research besteht mehr als 30 Jahre und kann als Gebhard Ullmanns Langzeitformation betrachtet werden; mit ihm spielten 2018 weiterhin Steve Swell, Julian Argüelles und Gerald Cleaver, während Kontrabassist Pascal Niggenkemper in das Quintett einwechselte. Als „Impromptu“ bezeichnet man in der Klassik ein kurzes Musikstück. Franz Schubert war für seine Impromptus berühmt, merkte Fred Fronner an.

## Titelliste
- Gebhard Ullmann’s Basement Research: Impromptus and Other Short Works (WhyPlayJazz WPJ045)[3]

1. Gospel 3:43
2. Twelve Tones – Impromptu #5 5:07
3. Impromptu #1 5:16
4. 29 Shoes 4:45
5. Kleine Figuren 3:12
6. Lines – Impromptu #2 4:43
7. Shifting Tonalties – Impromptu #3 6:08
8. Air 2:31
9. Sticks – Impromptu #4 3:17
10. For Jim – Impromptu #6 4:35
11. Almost Twenty-Eight 4:05

Die Kompositionen stammen von Gebhard Ullman.

## Rezeption
Besser geht’s kaum, meinte Fred Fronner über Impromptus and Other Short Works in Jazz thing. Mit dem Stück „Gospel“ würde das Album überraschend sanglich beginnen. In den folgenden Stücken werde die Band in ihrem Spiel dann doch abstrakter, doch durch den verbindlichen Opener „ist das Ohr auf Körperwärme eingestellt“. Auch wenn die „Short Works“, wie Ullmann sie nennt, kein inhaltlicher Zusammenhang verbinde, würde sich doch aufgrund einer geschickt gewählten Reihenfolge und der Spielhaltung der Beteiligten ein gemeinsames Narrativ ergeben. Egal, welchen Abstraktionsgrad das Quintett in den jeweiligen Stücken erlange, die geschlossene Ensembleleistung und die starken kompositorischen Vorlagen machten diese Verhandlung zwischen Tradition und Moderne zu einem außerordentlichen Vergnügen.
LDG schrieb im NYC Jazz Record, es handele sich um „eine hervorragende Besetzung, die singt, gleitet und ausweicht beim Navigieren durch Ullmanns sehnigen Text, der voller Nuancen und überraschender Wendungen ist.“ Impromptus and Other Short Works mache großen Spaß und es gebe viele aufregende Momente; „angesichts der Vielfalt der Stücke und ihrer beträchtlichen Komplexität sind die Ergebnisse sowohl anstrengend als auch erheiternd.“ Troy Collins urteilte in der JazzTimes: „Gebhard Ullmann ist ein meisterhafter Komponist und Innovator. Seine Alben mit seinen vielen Bands sind außergewöhnlich. Ullmann ist eine Stimme, die man hören und für das Genie, das sie offenbart, anerkennen sollte.“